# Stadtarchiv Iserlohn
Das Stadtarchiv Iserlohn ist das Kommunalarchiv der Stadt Iserlohn und gehört als Kulturinstitut zur Stadtverwaltung Iserlohn. Es archiviert Unterlagen der Stadtverwaltung sowie aus privater Herkunft. Die Benutzung der Archivalien ist nach Maßgabe der Benutzungsordnung für jedermann möglich.

## Geschichte
Bis in die 1910er Jahre wurde das Stadtarchiv nur nebenamtlich, so zum Beispiel durch den Stadtsekretär geführt.
Julius Baedecker (1855–1920) und Pfarrer Reinhard Groscurth (1838–1923) wurden im Jahr 1900 beauftragt, das Archiv zu ordnen. Im Zuge dessen wurde das Archivgut zusammen mit der Verwaltungsbücherei in einem eigenen Raum im Rathaus untergebracht. 1901 konnte dann ein ausführlicher Bericht über die erfolgte Ordnung abgegeben werden.
In den darauf folgenden Jahren wurde das Archiv anscheinend nicht weiter dauerhaft betreut.
So fand Wilhelm Schulte im Jahr 1918 bei der Arbeit an einer Veröffentlichung über die Iserlohner Geschichte die Archivalien überall in der Stadtverwaltung zerstreut.
Vielleicht war die Forschungstätigkeit Schultes und das so entstandene Interesse an der Stadtgeschichte der Auslöser dafür, dass sich der Magistrat 1920 dafür entschied, dass das Archiv unter sachverständige Leitung gestellt werden sollte. Der Konrektor und Schriftsteller Ludwig Schröder, der auch Leiter der Volksbücherei war, konnte für die Ordnung und Verzeichnung der Archivbestände gewonnen werden. Mit ihm begann die durchgehende Betreuung des Stadtarchivs. Schröder bemühte sich auch um eine bessere Unterbringung der Archivbestände. Ab 1927 konnten Räume im alten Zeughaus genutzt werden.
1937 wurde unter der Leitung von Gustav Pfingsten im gleichen Gebäude das Heimatmuseum  eingerichtet. Seit diesem Zeitpunkt wurden Stadtarchiv, Heimatmuseum und Volksbücherei im so genannten „Haus der Heimat“ zusammen verwaltet.
Aufgrund des allmählichen Zuwachses der Archivbestände wurde Mitte der 1970er Jahre eine neue Unterbringung nötig. Ab 1977 konnten dann die neuen Räumlichkeiten im Rampelmannschen Haus genutzt werden.
Mit Götz Bettge wurde im selben Jahr erstmals ein fachlich ausgebildeter Archivar eingestellt. Zwei Jahre später wurden das Stadtarchiv und das Museum organisatorisch getrennt. In den 1990er Jahren wurden die räumlichen Kapazitäten wieder knapp, so mussten Außenmagazine genutzt werden.
2004 konnten die heute genutzten Räume in der Alten Post bezogen werden. Durch diesen Umzug konnten alle Unzulänglichkeiten der vergangenen Unterbringung beseitigt werden, sodass nun ein den archivischen Bedürfnissen angepasster Bau zur Verfügung steht.

### Gebäude

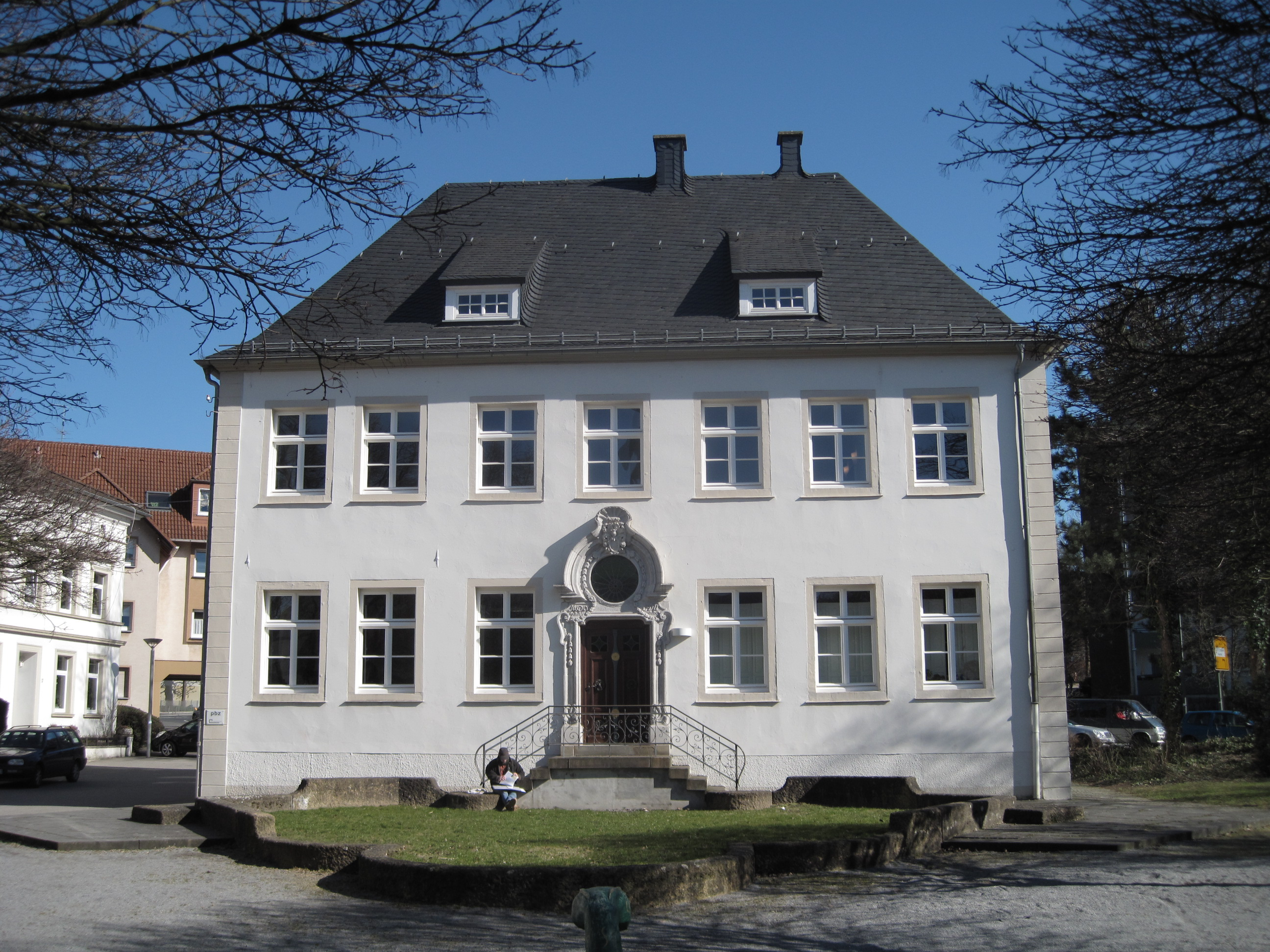
Ehemalige Unterbringung des Stadtarchivs im Rampelmannschen Haus

| Bezeichnung                      | Heutige Adresse      | Unterbringung |
| -------------------------------- | -------------------- | ------------- |
| Rathaus                          | Alter Rathausplatz 1 | bis 1927      |
| Altes Zeughaus/„Haus der Heimat“ | Fritz-Kühn-Platz 1   | 1927–1977     |
| Rampelmannsches Haus             | An der Schlacht 14   | 1977–2003     |
| Alte Post                        | Theodor-Heuss-Ring 5 | seit 2004     |

### Archivleiter
| Name             | Beruf                   | Tätigkeit im Archiv | Lebensdaten |
| ---------------- | ----------------------- | ------------------- | ----------- |
| Ludwig Schröder  | Lehrer                  | 1920–1932           | 1863–1934   |
| Gustav Pfingsten | Lehrer                  | 1932–1954           | 1890–1954   |
| Fritz Kühn       | Lehrer                  | 1954–1967           | 1883–1968   |
| Konrad Rosenthal | Verwaltungsangestellter | 1967–1977           | 1914–2008   |
| Götz Bettge      | Diplom-Archivar         | 1977–2011           | *1946       |
| Rico Quaschny    | Diplom-Archivar         | seit 2011           | *1975       |

## Archivsprengel
Der Archivsprengel umfasst die Stadt Iserlohn in ihrer heutigen Ausprägung. Dazu zählen auch die bis 1974 selbstständigen Gemeinden Hennen, Sümmern und Kesbern sowie die ehemalige Stadt Letmathe.

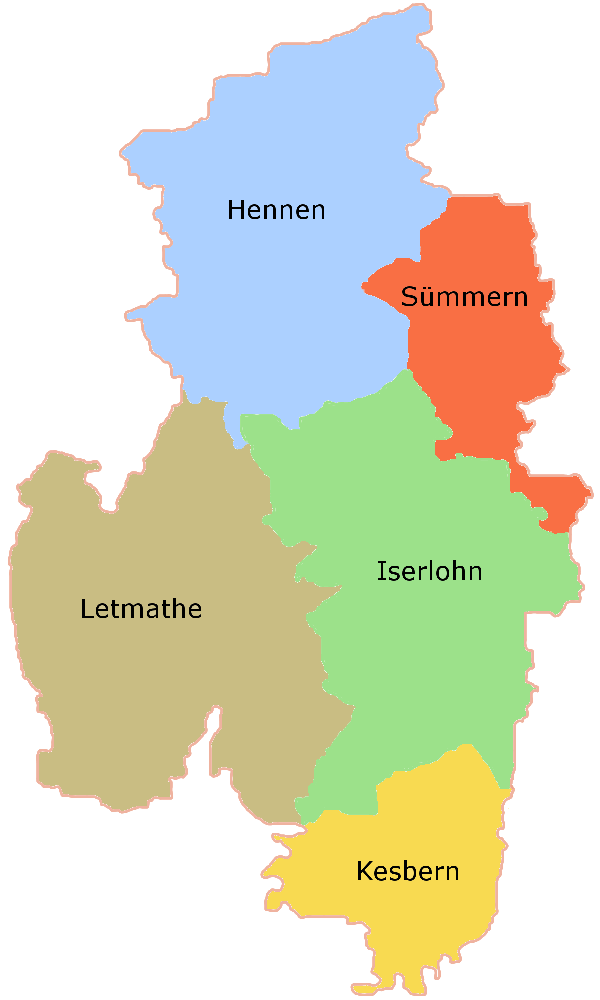
Archivsprengel des Stadtarchivs

## Bestände
Durch eine Vielzahl von Stadtbränden bis ins 18. Jahrhundert gingen viele Unterlagen verloren. So brannte im Jahr 1653 das Rathaus, in dem die Akten und Urkunden aufbewahrt wurden.  Deshalb sind aus dieser Zeit nur wenige Unterlagen im Stadtarchiv zu finden.
Nach einer Sichtung des Archivs im Jahre 1907 durch den Direktor des Stadtarchivs Dortmund, Karl Rübel, wurde der historische Urkundenbestand nach Dortmund gebracht, da das dortige Archiv ständig besetzt war und so eine sachgemäße Lagerung und Benutzung möglich war. Diese Urkunden waren während des Zweiten Weltkriegs auf Grund der Gefahr von Luftangriffen auf Dortmund ausgelagert. Ein Großteil wurde durch Plünderungen am Auslagerungsort zerstört. Die restlichen Urkunden gelangten 1949 wieder zurück nach Iserlohn.
Nach der  kommunalen Gebietsreform  im Jahr 1975 wurde das Stadtarchiv der ehemals selbstständigen Stadt Letmathe integriert, das bis dahin von  Walter Ewig  geleitet wurde.
Neben dem kommunalen Archivgut hat Archivgut anderer Herkunft einen großen Stellenwert im Stadtarchiv. Der Bestand des Hauses Letmathe, einem ehemaligen Adelssitz, zum Beispiel beginnt bereits im 14. Jahrhundert.
Im Nachlass der Iserlohner Familie Nohl ist auch ein Teilnachlass des Musikwissenschaftlers  Ludwig Nohl  enthalten. Darin befindet sich die älteste überlieferte Abschrift von Ludwig van Beethovens Tagebuch 1812–1818. Das Original Beethovens ist nicht mehr vorhanden, weshalb die Abschrift für die Edition der Tagebücher genutzt wurde.
Auch die in Iserlohn ehemals in großem Stil ansässige Metallwarenproduktion ist durch Firmennachlässe vertreten. Beispiele hierfür sind die Firmen Brause & Co oder Kissing & Möllmann.
Auch zahlreiche Vereins- und Parteiennachlässe werden dem Stadtarchiv anvertraut. Darüber hinaus sind die für die Stadt Iserlohn wichtigen Zeitungen seit 1842 einsehbar, so zum Beispiel der Iserlohner Kreisanzeiger und Zeitung.

### Bibliothek
Den Archivbenutzern steht eine umfangreiche Bibliothek mit den Schwerpunkten Orts-, Regional- und Landes- und deutscher Geschichte sowie Veröffentlichungen zu archivfachlichen Themen zur Verfügung.

## Öffentlichkeitsarbeit
Das Stadtarchiv bietet seit 2012 eine Vortragsreihe zu stadtgeschichtlichen Themen an. Ergebnisse der Archivarbeit werden außerdem in Ausstellungen und Führungen vermittelt. Darüber hinaus werden Publikationen und Nachdrucke von alten Stadtplänen und Postkarten aus den Beständen angeboten. Zudem werden verschiedene Schriftenreihen zur Stadtgeschichte herausgegeben.